# Narodowy Uniwersytet Tucumán
Narodowy Uniwersytet Tucumán (hiszp. Universidad Nacional de Tucumán, UNT) - to argentyńska uczelnia państwowa zlokalizowana w prowincji Tucumán i największa w północno-zachodnim regionie Argentyny. Założony 25 maja 1914 roku w San Miguel de Tucumán, uniwersytet jest otwarty dla wszystkich i nie pobiera opłat za naukę.

## Struktura organizacyjna
Uniwersytet obejmuje 13 wydziałów, 7 szkół średnich oraz 3 muzea.

### Wydziały
- Facultad de Agronomía y Zootecnia (Wydział Agronomii i Zootechniki)
- Facultad de Arquitectura y Urbanismo (Wydział Architektury i Urbanistyki)
- Facultad de Artes (Wydział Sztuk)
- Facultad de Bioquímica, Química y Farmacia (Wydział Biochemii, Chemii i Farmacji)
- Facultad de Ciencias Económicas (Wydział Nauk Ekonomicznych)
- Facultad de Ciencias Exactas y Tecnología (Wydział Nauk Ścisłych i Technologii)
- Facultad de Ciencias Naturales (Wydział Nauk Przyrodniczych)
- Facultad de Derecho y Ciencias Sociales (Wydział Prawa i Nauk Społecznych)
- Facultad de Educación Física (Wydział Wychowania Fizycznego)
- Facultad de Filosofía y Letras (Wydział Filozofii i Literatury)
- Facultad de Medicina (Wydział Medycyny)
- Facultad de Odontología (Wydział Stomatologii)
- Facultad de Psicología (Wydział Psychologii)

### Szkoły średnie
- Escuela de Agricultura y Sacarotecnia (Szkoła Rolnicza)
- Escuela de Bellas Artes (Szkoła Sztuk Pięknych)
- Escuela y Liceo Vocacional Sarmiento (Szkoła i Liceum Zawodowe Sarmiento)
- Instituto Superior de Música (Wyższy Instytut Muzyki)
- Gymnasium de la Universidad Nacional de Tucumán (Gimnazjum Uniwersytetu Narodowego w Tucumán)
- Instituto Técnico (Instytut Techniczny)
- Instituto Técnico de Aguilares (Instytut Techniczny w Aguilares)

### Muzea
- Instituto de Arqueología y Museo (Instytut i Muzeum Archeologiczne)
- Museo de la Universidad Nacional de Tucumán (Muzeum Uniwersytetu Narodowego w Tucumán)
- Museo Miguel Lillo de Ciencias Naturales (Muzeum Nauk Przyrodniczych im. Miguela Lillo)

## Znani absolwenci
- Katharina Beck (ur. 1982), polityk
- Cástulo Guerra (ur. 1945), aktor
- Leda Valladares (1919-2012), kompozytor
- César Pelli (1926-2019), architekt